# إزاخنيون (آيت والال)
إزاخنيون هو دُوَّار يقع بجماعة تازارين، إقليم زاكورة، جهة درعة تافيلالت في المملكة المغربية. ينتمي الدوّار لمشيخة آيت والال التي تضم 12 دوار. يقدر عدد سكانه بـ 235 نسمة حسب الإحصاء الرسمي للسكان والسكنى لسنة 2004.

## روابط خارجية
- البوابة الوطنية للجماعات الترابية
- المندوبية السامية للتخطيط